# 不是冤家不聚頭 (1987年電影)
《不是冤家不聚頭》是1987年上映的一部香港喜劇電影，由姜大卫執导，吳耀漢、蕭芳芳主演。劇情講述一對性情古怪的男女在同一屋簷下鬧出的温馨搞笑故事。蕭芳芳憑本片榮獲第7屆香港電影金像獎最佳女主角。

## 剧情
本來以行船為生的余大地（吳耀漢 飾）由於常年不在家，要求離婚的妻子跟男人出走到了歐洲遊埠。由於余大地的所有積蓄都被太太控制，居所又被租予黃阿梅（蕭芳芳 飾），令無家可歸的余大地只好帶著女兒，被迫與黃阿梅住在同一屋簷下。他們因各有怪癖而成為鬥氣冤家，但隨著時間的流逝，他們開始日久生情。
一天，余大地又出海工作，離開前把女兒交託給黃阿梅照顧。黃阿梅向對她暗示了愛意的大地說會等他回來。一段時間後，阿梅接到余大地的電話說到了中東，豈料過不久後傳來貨輪沉沒的消息......

## 社會特色
- 當時社會流行氣功，所以黃阿梅會在家裡及公園練自發功。
- 當時是香港第二次舉行區議會選舉，所以加入了選舉環節。不過居民普遍對區議會的功能不詳，所以有街坊把「政府聯席會議」等同中國的「政協會議」。
- 在牟議員的辦公室內，是當時香港社會的主流使用的Apple II或相容電腦，正在執行CP/M-80作業系統。

## 人物角色
| 演員   | 角色   | 備註 |
| 吳耀漢 | 余大地 | 輪船助理機械長，中學時原名三美。                                                                        |
| 蕭芳芳 | 黃阿梅 | 租客，36歲的未婚女子                                                                                    |
| 秦沛   | 牟福利 | 黃小姐所工作的公司的Marketing Manager，成功在區議會選舉勝出，但為人不擇手段，所以黃阿梅後來不齒而離職。 |
| 陳國新 | 何可賀 | |
| 李琳琳 | 小不點 | 黄阿梅閨蜜，余大地中學同學                                                                              |
| 關佩琳 | 余心儀 | 余大地的女儿                                                                                            |
| 焦姣   | 方麗華 | 心儀的媽媽                                                                                              |
| 湘漪   | 裁判官 | |

## 奖项
| 年份 | 頒獎典禮            | 獎項       | 名字   | 結果 |
| ---- | ------------------- | ---------- | ------ | ---- |
| 1988 | 第7屆香港電影金像獎 | 最佳女主角 | 蕭芳芳 | 獲獎 |